# Laura Zapata
Pour les articles homonymes, voir Miranda.
Laura Sodi (Laura Sodi  Miranda) (Mexico, 30 ou 31 juillet 1971) est une actrice mexicaine d'ascendance grecque de théâtre et télévision.
Son prénom artistique provient de son ex-mari Juan Eduardo, ils ont deux fils, Claudio y Patricio. Elle est fille de Yolanda Miranda Mange, sœur de Thalía et d'Ernestina Sodi et tante de Camila Sodi. 
Elle est bien connue grâce à ses rôles, surtout de femme fatale, dans des téléromans de Televisa, comme Rosalinda, Pobre Niña Rica, Esmeralda ou Rosa Salvaje. 
Elle et sa sœur Ernestina furent enlevées en septembre 2002, les médias disaient que les ravisseurs demanderaient beaucoup d'argent de rançon, mais elles furent libérées quelques jours après le rapt.
Puis, elle a eu des problèmes avec Thalía à cause d'une performance de cet événement que Laura voulait faire.

## Filmographie
- 1974 : Mundo de juguete (série télévisée)
- 1976 : Alas doradas
- 1978 : Mama campanitas (série télévisée) : Irene
- 1978 : El Patrullero 777
- 1979 : La Guerra de los pasteles : Azucena
- 1980 : Juventud (série télévisée)
- 1980 : Nuestro juramento
- 1981 : La Cosecha de mujeres
- 1984 : Los Años felices (série télévisée) : Flora
- 1987 : Rosa salvaje (série télévisée) : Dulcina
- 1992 : María Mercedes (série télévisée) : Malvina del Olmo
- 1995 : Pobre niña rica (série télévisée) : Teresa
- 1997 : Esmeralda (série télévisée) : Fátima Linares viuda de Peñarreal
- 1998 : La usurpadora (série télévisée) : Zoraida Zapata
- 1999 : Rosalinda (série télévisée) : Verónica Del Castillo
- 2001 : Mujer bonita (feuilleton TV) : Celia
- 2001 : La Intrusa (série télévisée) : Maximiliana Limantur de Roldán
- 2002 : Cuatro piernas : Sole
- 2005 : Soñar no cuesta nada (série télévisée) : Roberta Pérez de Lizalde